# 에길 다니엘센
에길 다니엘센(노르웨이어: Egil Danielsen 1933년 11월 9일 ~ 2019년 7월 29일)은 은퇴한 노르웨이의 창던지기 선수이다.
하마르에서 태어난 그는 1956년과 1960년 하계 올림픽에 나갔다.
구식의 재목 창을 사용한 다니엘센은 자신의 폴란드인 친구 야누시 시드워에 의하여 이끌어진 멜버른 올림픽 창던지기 결승전에서 서툴게 활약하였다. 그에게 도움을 주는 데 시드워는 그에게 근대식 강철 창을 빌려주고, 미셸 마케는 그에게 독한 커피 한잔을 주었다고 한다. 다니엘센은 85.71m의 세계 신기록을 세워 금메달을 획득하였다. 자신의 올림픽 승리과 세계 기록으로 그는 "올해의 노르웨이 스포츠 선수"로 선정되었다.
창던지기로 전향하기 전에 열심인 크로스컨트리 스키 선수였으며, 자신의 유연성, 반사 작용과 오른팔 사용을 향상시키는 데 펜싱 레슨을 받았다. 1960년 로마 올림픽 이후에 은퇴하여 자신의 가족에 전념하고, 하마르 화재 여단에서 일하였다.
2000년대에 그는 노르웨이 연금당을 위한 소수적 정치 후보로 지내왔다.